# بوجانو
بوجانو (به ایتالیایی: Bojano) یک کومونه در ایتالیا است که در استان کامپوباسو واقع شده‌است.

## خصوصیات
بوجانو ۴۹ کیلومترمربع مساحت و ۸٬۲۴۳ نفر جمعیت دارد و ۴۸۰ متر بالاتر از سطح دریا واقع شده‌است.